# Come Clarity
Come Clarity osmi je studijski album švedske metal grupe In Flames, pušten u prodaju u veljači 2006. godine, u nakladi Nuclear Blasta. Posebno izdanje ovog albuma sadrži snimku sastava kako izvodi cijeli album osim zadnje pjesme. Međutim, audio snimka nije uživo nego je zapravo studio audio snimka puštena preko video snimke. 
Prve dvije pjesme, "Take This Life" i "Leeches", mogu se čuti na službenoj stranici In Flamesa. 
Album se izvorno trebao zvati Crawl Through Knives i trebao je biti pušten u prodaju u jesen 2005. godine. Spotovi su snimljeni za pjesme "Take This Life" i "Come Clarity".
Također je bilo više zabuna na pojedinim stranicama u imenovanju pjesama kao: "Reflect the End", umjesto "Reflect the Storm" i  "Crawling Through Knives" umjesto "Crawl Through Knives".

## Stil
Come Clarity predstavlja povratak gitarske harmonije i solističkih dionica koji su okarakterizirali ranije albume skupine, a sastav ga opisuje kao mješavinu starog tradicionalnog melodičnog death metala i sadašnjeg zvuka In Flamesa.
Pjesma "Dead End" je četvrta pjesma sastava s ženskim vokalima (ostale su "Everlost pt. 2" s Lunar Strain, "Whoracle" s Whoracle i "Metaphor" s Reroute to Remain). Na ovoj pjesmi sudjeluje švedska pjevačica i tekstospisateljica Lisa Miskovsky.
Omot albuma napravio je Derek Hess koji je popularan među metal sastavima te je radio omote i za Converge i Sepulturu.

## Nagrade
Ovaj album dobio je nagradu za Najbolji hard rock album 2007. Neki od ostalih nominiranih su The Haunted s albumom The Dead Eye i HammerFall s albumom Threshold.

## Popis pjesama
1. "Take This Life" – 3:35
2. "Leeches" – 2:55
3. "Reflect the Storm" – 4:16
4. "Dead End" – 3:22
5. "Scream" – 3:12
6. "Come Clarity" – 4:15
7. "Vacuum" – 3:39
8. "Pacing Death's Trail" – 3:00
9. "Crawl Through Knives" – 4:02
10. "Versus Terminus" – 3:18
11. "Our Infinite Struggle" – 3:46
12. "Vanishing Light" – 3:14
13. "Your Bedtime Story Is Scaring Everyone" – 5:25

## Osoblje
- Anders Fridén - vokali
- Jesper Strömblad - gitara
- Björn Gelotte - gitara
- Peter Iwers - bas-gitara
- Daniel Svensson - bubnjevi
- Lisa Miskovsky - vokali na "Dead End"
- Örjan Örnkloo - klavijature i programiranje

## Vanjske poveznice
- Come Clarity - detalji o albumu
- Come Clarity - u medijima
- Peter Iwers o Come Clarity